# Jewgeni Michailowitsch Jorkin
Jewgeni Michailowitsch Jorkin (russisch Евгений Михайлович Ёркин; * 23. August 1932 in Noginsk, Russische SFSR; † 13. November 1982) war ein russisch-sowjetischer Eishockeytorhüter, der zwischen 1957 und 1964 für Krylja Sowetow Moskau in der höchsten sowjetischen Spielklasse, der Klass A aktiv war. Mit der sowjetischen Nationalmannschaft gewann er bei den Olympischen Winterspielen 1960 die Bronzemedaille.

## Karriere
Jewgeni Jorkin spielte in seiner Heimatstadt zunächst Fußball und Bandy für Chlebosawod Noginsk und Spartak Noginsk. 1951 wechselte er in den Nachbarort zu Chimik Elektrostal. Ab etwa 1951 spielte er im Winter statt Bandy das sogenannte kanadische Eishockey, ehe der Klub 1953 in Kulturhaus Karl Marx Elektrostal umbenannt wurde. 1957 folgte der Wechsel zu Krylja Sowetow Moskau, das in der höchsten sowjetischen Spielklasse, der Klass A, spielte. Dort war Jorkin über viele Jahre Stammtorhüter und wurde mit den Sowjet-Flügeln 1958 sowjetischer Vizemeister und belegte mehrfach den dritten Platz der Meisterschaft.
Am 10. Februar 1957 debütierte Jorkin für die sowjetische Nationalmannschaft. Bei der Sbornaja war Jorkin meist Ersatztorhüter hinter Nikolai Putschkow, kam bei den meisten Turnieren jedoch zu ein oder zwei Einsätzen. So gewann er bei den Weltmeisterschaften 1957, 1958 und 1959 jeweils die Silbermedaille. Seine internationale Karriere wurde mit der Bronzemedaille bei den Olympischen Winterspielen 1960 gekrönt. Am 25. Februar 1960 bestritt er sein letztes Länderspiel und wurde anschließend aus der Nationalmannschaft, aufgrund von Regelverstößen abseits des Eises, ausgeschlossen. Für die Nationalmannschaft absolvierte er insgesamt 22 Länderspiele.
Im Februar 1964 wurde er von Krylja Sowetow ausgeschlossen – nach insgesamt 270 Spielen in den sowjetischen Ligen – und kehrte zu Metallurg Elektrostal zurück. Parallel arbeitete er in einer Metallwerkstatt. Aufgrund eines Vergehens verbrachte er einige Zeit im Gefängnis, ehe er ab 1967 für Torpedo Podolsk aktiv war. Ab 1972 war er für verschiedene Werksmannschaften in unteren Spielklassen tätig, dabei agierte er teils als Spielertrainer. In den letzten Jahren seines Lebens lebte er bei seiner Mutter in Noginsk. Nach dem Tod von Staatschef Leonid Iljitsch Breschnew wurde Jorkin bei einer Säuberungsaktion inhaftiert und verstarb am 13. November 1982 an einem Herzinfarkt.